# 농어
농어(濃魚, Lateolabrax japonicus, 영어: Japanese seabass 또는 suzuki) 또는 노어(鱸魚, 문화어: 로어)는 주걱치목 농어과에 속하는 물고기이다. 농어목으로 분류하기도 한다. 최근 심해 탐험중 밝혀진 결과로는 몸길이 최대 2m가 넘는다고 한다. 몸은 약간 길고 납작하며 등은 푸른빛이 도는 회색, 배는 은백색이다. 개체에 따라 몸의 측면과 등지느러미에 작은 검은점이 흩어져 있다. 어린 개체는 깔따구, 까지메기라 부른다.

## 습성
농어는 계절에 따라 생활 장소를 이동하는데, 깊은 곳에서 겨울을 보낸 성어는 6월경 연안의 암초, 갯바위 등으로 이동한다.여름에는 새우류 등 대형갑각류나 어류를 먹고 여름부터 가을에 걸쳐 연안을 따라 점차 근해의 깊은 곳으로 이동한다.

## 산란
11-1월에는 외해에 면한 암초지역에서 산란하는데, 약 20만 개의 알을 낳는다. 알은 수온 약 14℃에서 4-5일 만에 부화하고, 치어는 얼마 동안 부유생활을 한 뒤, 바다밑 생활로 들어간다.

## 서식 및 생활
5월에는 길이 2cm 이상으로 자라고 8월경까지 연안이나 내만의 해초가 있는 곳에서 살며, 늦여름부터 가을에 걸쳐 몸길이 10cm 이상으로 자라 해초지역 바깥쪽으로 이동하고 소형갑각류와 어류를 먹는다. 수온이 내려가면 내만에 남는 일부를 제외하고는 연안을 따라 깊은 곳으로 이동하여 그 곳에서 월동한다. 1월에는 몸길이 약 20cm가 되며 봄부터 여름에 다시 해안으로 접근하여 멸치·전갱이·은어 등의 소형어류를 잡아먹는다. 겨울과 여름을 중심으로 꽤 규칙적인 계절이동을 한다. 만 1세가 되면 표준 몸길이 약 21cm, 2세에 34cm, 3세에 45cm, 5세에 63cm가 된다. 산란할 수 있는 연령은 암컷 만 3세, 수컷 2세이다. 농어는 특히 여름에 맛이 있고, 살이 흰색으로 횟감으로 많이 쓰인다.

## 참고 문헌
- 이 문서에는 다음커뮤니케이션(현 카카오)에서 GFDL 또는 CC-SA 라이선스로 배포한 글로벌 세계대백과사전의 내용을 기초로 작성된 글이 포함되어 있습니다.